# Руди Гобер
Руди Гобер (на френски: Rudy Gobert) е френски баскетболист, играещ като център за Минесота Тимбърулвс в НБА и френския национален отбор. Смятан е за един от най-добрите дефанзивни играчи в лигата, като е лидер по блокирани удари в НБА през сезон 2016/17, а през 2018 и 2019 г. печели наградата за дефанзивен играч на сезона. Участник в Мача на звездите през 2020 и 2021 г.

## Клубна кариера
Между 2011 и 2013 г. играе за тима на Шоле Баскет. През 2013 г. е изтеглен в драфта на НБА от Денвър Нъгетс, но е обменен за избора в драфта на Юта Джаз. Присъединява се към „джазмените“ през лятото на 2013 г. и на 24 ноември отбелязва 10 точки срещу Оклахома Сити Тъндър. През декември обаче е пратен да трупа опит в сателитния отбор Бейкърсфийлд Джем в Джи Лигата. Записва 8 срещи за Джем, в 6 от които завършва с дабъл-дабъл. Добрите му представяния позволяват на Юта да го върне в тима още през януари. Новобранецът записва 45 срещи с по 9.6 минути на мач, 2.3 точки и 3.4 борби.
През октомври 2014 г. подписва нов 3-годишен договор с „джазмените“. Играе във всички 82 срещи от редовния сезон през 2014/15, като срещу Мемфис Гризлиз записва 15 точки и 24 борби, а в 25 от срещите записва „дабъл-дабъл“ по показатели. Завършва трети в класацията за най-прогресиращ играч през сезона. През сезон 2015/16 записва 62 срещи, като игровите му минути нарастват до 31.7, точките – до 9.1 средно на мач, а борбите – до 11 средно на мач.
През сезон 2016/17 е в основата на достигането на плейофната фаза, като в 25 поредни срещи има над 10 борби, а при победата със 112:105 над Финикс Сънс записва 22 точки. На 22 март 2017 г. вкарва 35 точки и записва 13 борби (11 от които офанзивни) срещу Ню Йорк Никс. Юта достига втория кръг на плейофите, където губи от Голдън Стейт Уориърс. След края на сезона Гобер попада във втората петица на идеалния отбор на НБА и в идеалния защитен тим на сезона. През сезон 2017/18 пропуска 26 мача поради травми, но Юта отново достига втория кръг на плейофния етап, а Гобер отново е в идеалния защитен тим и е избран за дефанзивен играч на сезона. През 2018/19 повтаря това достижение, а освен това на 18 март 2019 г. е избран за играч на седмицата в Западната конференция. В края на годината е избран за баскетболист на годината във Франция.
През януари 2020 г. за първи път е избран в Мача на звездите на НБА. През март същата година е първият играч от НБА, заболял от коронавирус, като в резултат на пандемията сезонът е прекъснат и доигран през есента.
През януари 2021 г. отново е избран за участие в Мача на звездите.

## Национален отбор
От 2011 г. е национал на Франция. Има бронзови медали от Световните първенства през 2014 и 2019 г. и от Евробаскет 2015.

## Успехи
- Дефанзивен играч на годината в НБА – 2018, 2019
- В идеалния отбор на НБА – 2016/17 (втори отбор), 2018/19, 2019/20, 2020/21 (трети отбор)
- Лидер по блокирани удари в НБА – 2016/17
- Лидер по борби в НБА - 2021/22
- Участник в Мача на звездите на НБА – 2020, 2021, 2022
- Баскетболист на годината във Франция – 2019